# 蔡五九
蔡五九（？—1315年10月15日），元朝江西赣州人。元朝政府以抚田为名，侵占农民土地、房屋。元仁宗延祐二年（1315年）六月，蔡五九聚众起事，围攻宁都，焚烧四关。延祐二年（1315年）七月，元军救援，宁都之围解除。但义军转而攻下福建宁化县，自立为王。元仁宗停止抚田政策，派江浙行省平章事章律镇压。延祐二年九月十七日（1315年10月15日），蔡五九被俘杀，起事失败。